# ناربفونتن
ناربفونتن (به فرانسوی: Narbéfontaine) یک کمون در فرانسه است که در Canton of Boulay-Moselle واقع شده‌است.

## خصوصیات
ناربفونتن ۳٫۵۸ کیلومترمربع مساحت و ۱۱۸ نفر جمعیت دارد و ۳۶۰ متر بالاتر از سطح دریا واقع شده‌است.